# ブッチナスコ
ブッチナスコ（伊: Buccinasco）は、イタリア共和国ロンバルディア州ミラノ県にある、人口約27,000人の基礎自治体（コムーネ）。

## 地名
ラテン語の水路の意味の　buccin と　エトルリア由来と思われる接尾語の　asco に由来する。
たくさんの　用水路、わき水、水車小屋のある水の豊富な土地である。
Buccinasco Castello, Romano Banco, Gudo Gambaredo　などの　農村がつくられた。Romano Banco の名は　ローマ人の存在を、Gudo Gambaredo は　acuts (刺すような）と　ザリガニ（gambero) の合成語に由来するのではないだろうか。

## 地理

### 位置・広がり

#### 隣接コムーネ
隣接するコムーネは以下の通り。
- アッサーゴ
- コルシコ
- ミラノ
- トレッツァーノ・スル・ナヴィーリオ
- ジービド・サン・ジャコモ

### 地震分類
イタリアの地震リスク階級 (it) では、4 に分類される
。

## 歴史
紀元前300~600の　エトルリア人の時代に古代民族の定住があったのではないかと思われる。
ブッチナスコの名が初めて文書に登場するのは、1290年頃にGoffredo da Busseroによって編集された　Liber notitiae Sanctorum Mediolani　においてである。ミラノ地区の中世の教区細区分の記述の中にあり、ブッチナスコはチェザノ・ボスコーネの教区に属していた。
ブッチナスコが独立したのは、1322~1447 の間である。
1841年　ブッチナスコ・カステッロを中心として　ロヴィド、ロマーノバンコ、グード・ガンバレードが合併した。1870年には、ガランチーノ、ロンケット・スル・ナヴィーリオを合併。これらの小さなコムーネはどれも数百人の住人がいるばかりの「村」と呼ぶにふさわしい集落だった。
イタリア統一のすぐ後1866年には、ブッチナスコ・カステッロ　192人、グード・ガンバレード　193人、ロマーノバンコ　165人、ロヴィド　135人、近隣に散らばったカッシーナ（共同農場）に239人、周辺のカッシーナを含むグランチーノ、ロンケット・スル・ナヴィーリオにそれぞれ150人余りの人口だった。
1905年に　シロップ、リカー、ジェラートを作る la Meucci の工場が出来、それから５０年間ブッチナスコ唯一の工場だった。
1900年代中頃まで、ブッチナスコは　主立った３つの村、ブッチナスコ・カステッロ、ロマーノバンコ、グード・ガンバレードからなる農業を中心としたコムーネであった。
1950年代中頃になると、南イタリアから北に職を求めてやって来た移民によって　人口がにわかに増えた。
1960年代になると、ブッチナスコ・カステッロはそれまでのコムーネの中心から郊外の分離集落となってしまった。というのは南イタリアからの移民によってそれまで分離集落であったロマーノバンコに人口が増えそこがコムーネの中心となったからである。
自治体行政府、市役所、市長もロマーノバンコにある。

## 行政

### 分離集落
ブッチナスコには、以下の分離集落（フラツィオーネ）がある。
- Buccinasco Castello, Grancino, Gudo Gambaredo, Romano Banco, Rovido